# Paris-Roubaix 2013
La 111e édition de Paris-Roubaix a eu lieu le 7 avril 2013. Il s'agit de la 10e épreuve de l'UCI World Tour 2013. La course a été remportée par le Suisse Fabian Cancellara (RadioShack-Leopard) qui bat au sprint, la seule personne à avoir pu le suivre, le Belge Sep Vanmarcke (Blanco) avant que le Néerlandais Niki Terpstra (Omega Pharma-Quick Step) ne complète le podium en réglant un petit groupe,.
Le succès dans ce sprint à deux de Cancellara est sa troisième victoire sur l'épreuve après les éditions 2006 et 2010 toutes les deux remportées en solitaire, son deuxième doublé Tour des Flandres-Paris-Roubaix portant ainsi à douze le nombre de doublés Tour des Flandres-Paris-Roubaix dans l'histoire et son deuxième triplé Grand Prix E3-Tour des Flandres-Paris-Roubaix. Le premier français est Damien Gaudin (Europcar) qui termine cinquième après avoir tenté plusieurs attaques lors de la course. Son coéquipier et compatriote Sébastien Turgot, deuxième l'année précédente, termine dixième. À noter que la formation danoise Saxo-Tinkoff est la seule équipe à avoir tous ces coureurs à l'arrivée de ce Paris-Roubaix. Cancellara en profite pour s'emparer de la première place de l'UCI World Tour au détriment du Slovaque Peter Sagan (Cannondale) absent de la course.

## Présentation
Ce Paris-Roubaix est la dernière des quatre classiques flandriennes inscrites à l'UCI World Tour ainsi que le troisième monument après Milan-San Remo et le Tour des Flandres qui se déroule lui une semaine avant. Contrairement aux trois autres classiques flandriennes, Paris-Roubaix ne comporte pas de bergs ou côtes pavées mais différents secteurs pavés, plus ou moins difficiles, dissimulés le long du parcours et uniquement dans le département du Nord.

### Parcours
La course part de Compiègne dans le département de l'Oise avant de traverser la Somme et l'Aisne via Saint-Quentin puis d'arriver dans le Nord au bout d'un peu moins de 90 km de course. Les secteurs pavés du Cambrésis se profileront donc avec, entre autres, le tout premier de la journée, celui de Troisvilles à Inchy (2 200 m, 3 étoiles) et un des deux plus longs de l'épreuve, le secteur de Quiévy à Saint-Python (3 700 m, 4 étoiles).
Ensuite à l'approche du Valenciennois, les secteurs pavés de Capelle-sur-Écaillon à Ruesnes dit Le Buat (1 700 m, 3 étoiles), d'Aulnoy-lez-Valenciennes à Famars (2 600 m, 5 étoiles) et de Famars à Quérénaing (1 200 m, 2 étoiles), tous les trois enchainés en 2012, sont remplacés par un seul, celui de Verchain-Maugré à Quérénaing (1 600 m, 3 étoiles). La course remontre le Valenciennois et emprunte notamment le secteur d'Haveluy à Wallers (2 500 m, 4 étoiles) avant de se diriger vers le lieu mythique de la course : la Trouée d'Arenberg (2 400 m, 5 étoiles) avec un début situé à 96,5 km de l'arrivée.
Après la traversée de celle-ci, se dessine le secteur de Wallers à Hélesmes nommé aussi Pont Gibus (1 600 m, 3 étoiles), de retour sur le parcours de cette 111e édition. Il n'avait plus été emprunté depuis 2008 par suite de la détérioration des pavés. Il sera suivi de deux autres secteurs de retour que sont ceux d'Hornaing à Wandignies-Hamage (3 700 m, 4 étoiles) et de Warlaing à Brillon (2 400 m, 3 étoiles), ce dernier marque l'arrivée de la course dans le Douaisis. Ils remplaceront les secteurs de Millonfosse à Bousignies (1 400 m, 3 étoiles) et de Brillon à Tilloy-lez-Marchiennes (1 100 m, 2 étoiles) empruntés lors des deux précédentes éditions en lieux et places. Viennent ensuite quatre autres secteurs difficiles dont celui d'Auchy-lez-Orchies à Bersée en rentrant sur le territoire du Pévèle.
La traversée du Pévèle continue par le secteur de Mons-en-Pévèle (3 000 m, 5 étoiles), autre haut lieu de la course qui débute à 49,5 km de Roubaix, pour enchainer par plusieurs petits secteurs avec, par rapport à 2012, la suppression du plus court des secteurs pavés, celui de l'Épinette (200 m, 1 étoile) à Templeuve. Les coureurs se dirigeront alors vers les secteurs de Cysoing à Bourghelles (1 300 m, 4 étoiles), Bourghelles à Wannehain (1 100 m, 3 étoiles) et de Camphin-en-Pévèle (1 800 m, 4 étoiles) tous empruntés sans répits avant le Carrefour de l'Arbre (2 100 m, 5 étoiles) généralement le juge de paix de l'épreuve avec sa sortie située à 15,5 km de l'arrivée. S'ensuit la remontée vers Roubaix et son arrivée sur le vélodrome André-Pétrieux après 52,6 km de pavés et un traditionnel tour de piste avant de franchir la ligne,,.
Les secteurs pavés se voient attribuer un niveau de difficulté par l'organisateur. Ce niveau est déterminé par la longueur du secteur, de l'irrégularité des pavés et de l’état général du tronçon. Au total 27 secteurs pavés sont répertoriés :

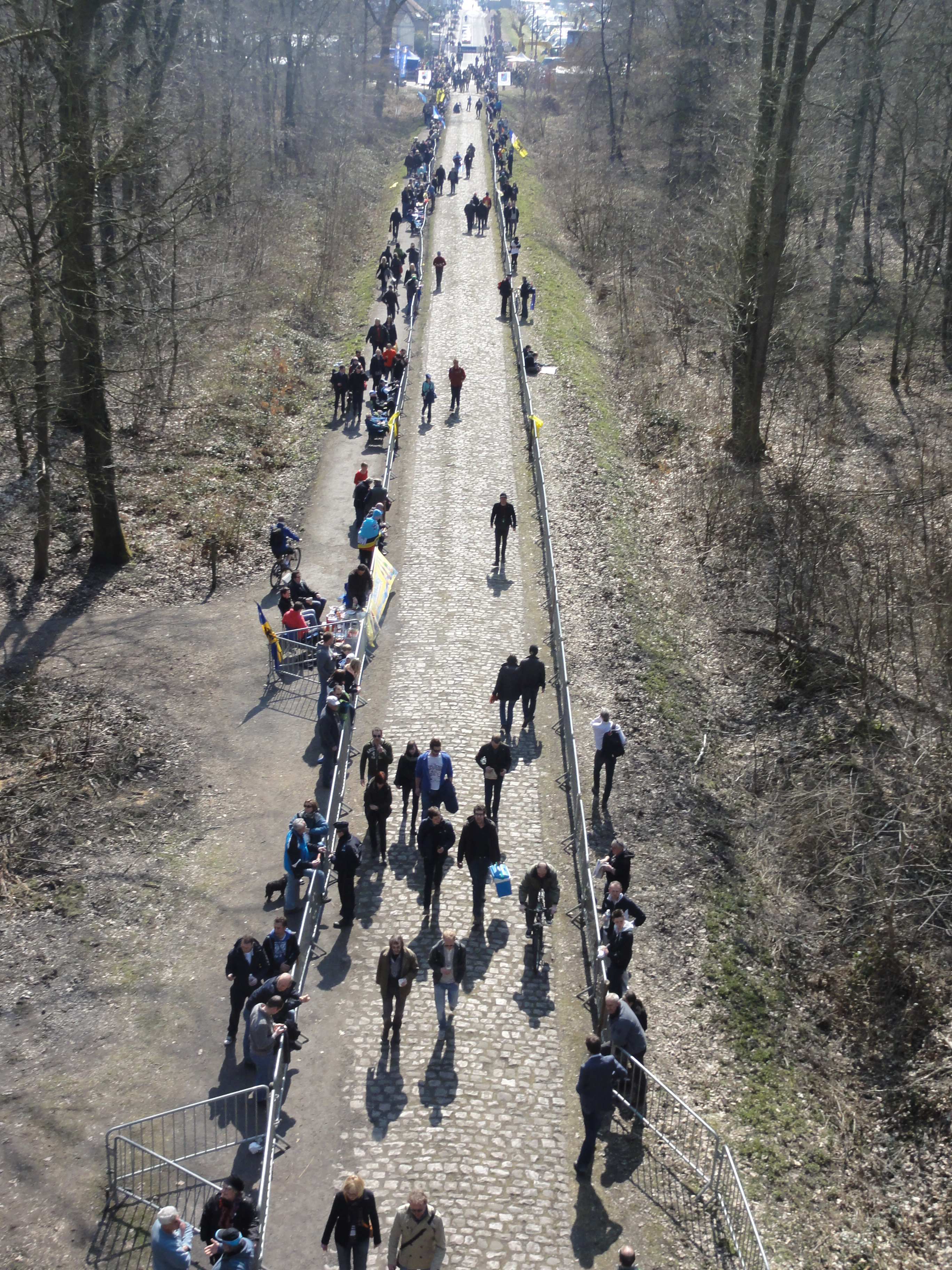
La Trouée d'Arenberg un peu moins de deux heures avant le passage de la course.

| Secteur | Kilomètre | Localisation                              | Longueur | Difficulté |
| ------- | --------- | ----------------------------------------- | -------- | ---------- |
| 27      | 98,5      | Troisvilles > Inchy                       | 2 200 m  | 03         |
| 26      | 105       | Viesly > Quiévy                           | 1 800 m  | 03         |
| 25      | 107,5     | Quiévy > Saint-Python                     | 3 700 m  | 04         |
| 24      | 112,5     | Saint-Python                              | 1 500 m  | 02         |
| 23      | 120       | Vertain > Saint-Martin-sur-Écaillon       | 2 300 m  | 03         |
| 22      | 130       | Verchain-Maugré > Quérénaing              | 1 600 m  | 03         |
| 21      | 133       | Quérénaing > Maing                        | 2 500 m  | 03         |
| 20      | 136,5     | Maing > Monchaux-sur-Écaillon             | 1 600 m  | 03         |
| 19      | 149,5     | Haveluy > Wallers                         | 2 500 m  | 04         |
| 18      | 158       | Trouée d'Arenberg                         | 2 400 m  | 05         |
| 17      | 164       | Wallers > Hélesmes                        | 1 600 m  | 03         |
| 16      | 170,5     | Hornaing > Wandignies-Hamage              | 3 700 m  | 04         |
| 15      | 178       | Warlaing > Brillon                        | 2 400 m  | 03         |
| 14      | 181,5     | Tilloy-lez-Marchiennes > Sars-et-Rosières | 2 400 m  | 04         |
| 13      | 188       | Beuvry-la-Forêt > Orchies                 | 1 400 m  | 03         |
| 12      | 193       | Orchies                                   | 1 700 m  | 03         |
| 11      | 199       | Auchy-lez-Orchies > Bersée                | 2 600 m  | 04         |
| 10      | 205       | Mons-en-Pévèle                            | 3 000 m  | 05         |
| 9       | 211       | Mérignies > Avelin                        | 700 m    | 02         |
| 8       | 214,5     | Pont-Thibaut > Ennevelin                  | 1 400 m  | 03         |
| 7       | 220,5     | Templeuve (Moulin-de-Vertain)             | 500 m    | 02         |
| 6-2     | 227       | Cysoing > Bourghelles                     | 1 300 m  | 04         |
| 6-1     | 229,5     | Bourghelles > Wannehain                   | 1 100 m  | 03         |
| 5       | 234       | Camphin-en-Pévèle                         | 1 800 m  | 04         |
| 4       | 236,5     | Carrefour de l'Arbre                      | 2 100 m  | 05         |
| 3       | 239       | Gruson                                    | 1 100 m  | 02         |
| 2       | 246       | Willems > Hem                             | 1 400 m  | 02         |
| 1       | 253       | Roubaix                                   | 300 m    | 01         |
| Total   | Total     | Total                                     | 52 600 m | 52 600 m   |

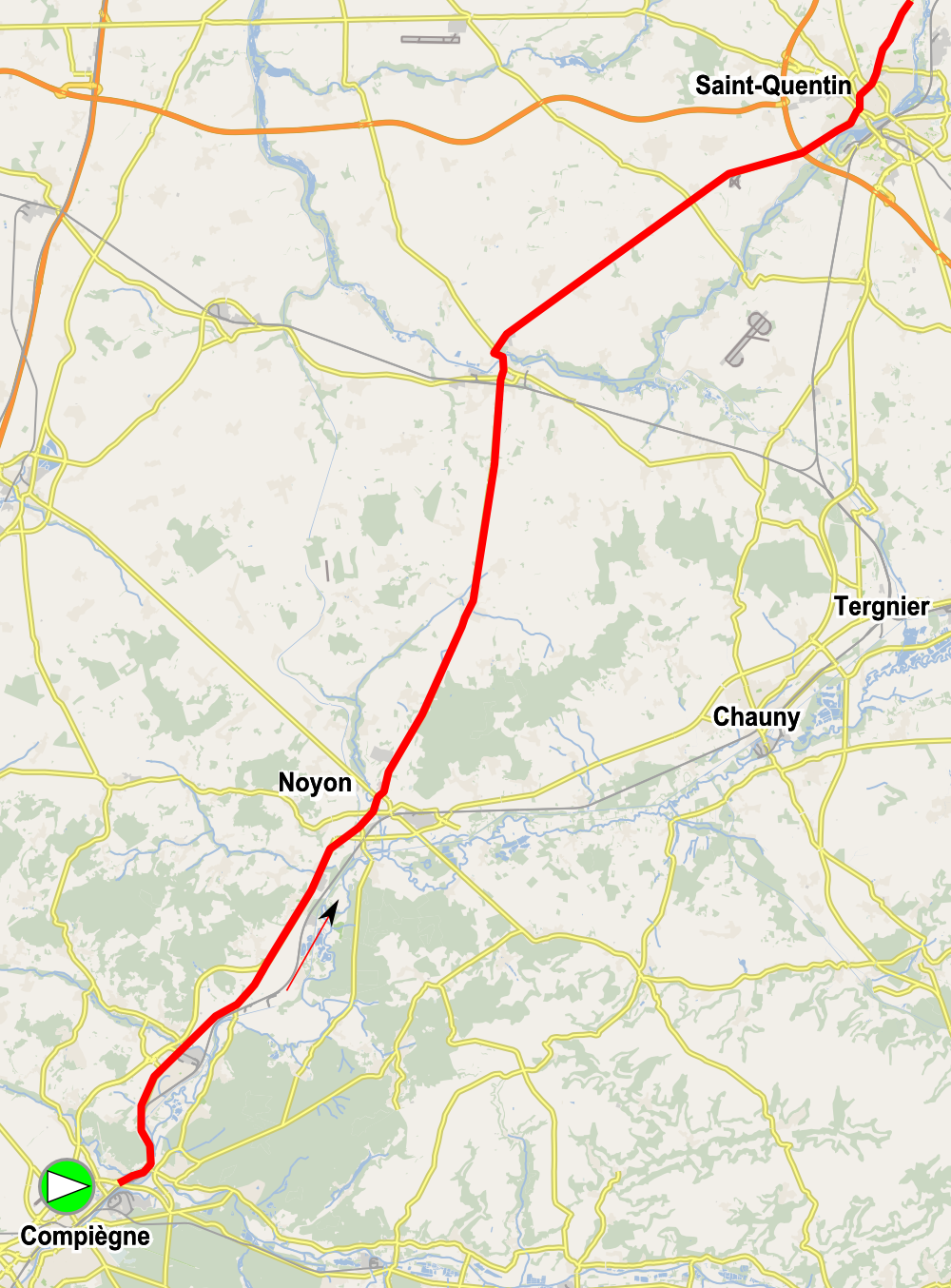
Première partie du parcours, secteurs pavés en vert.
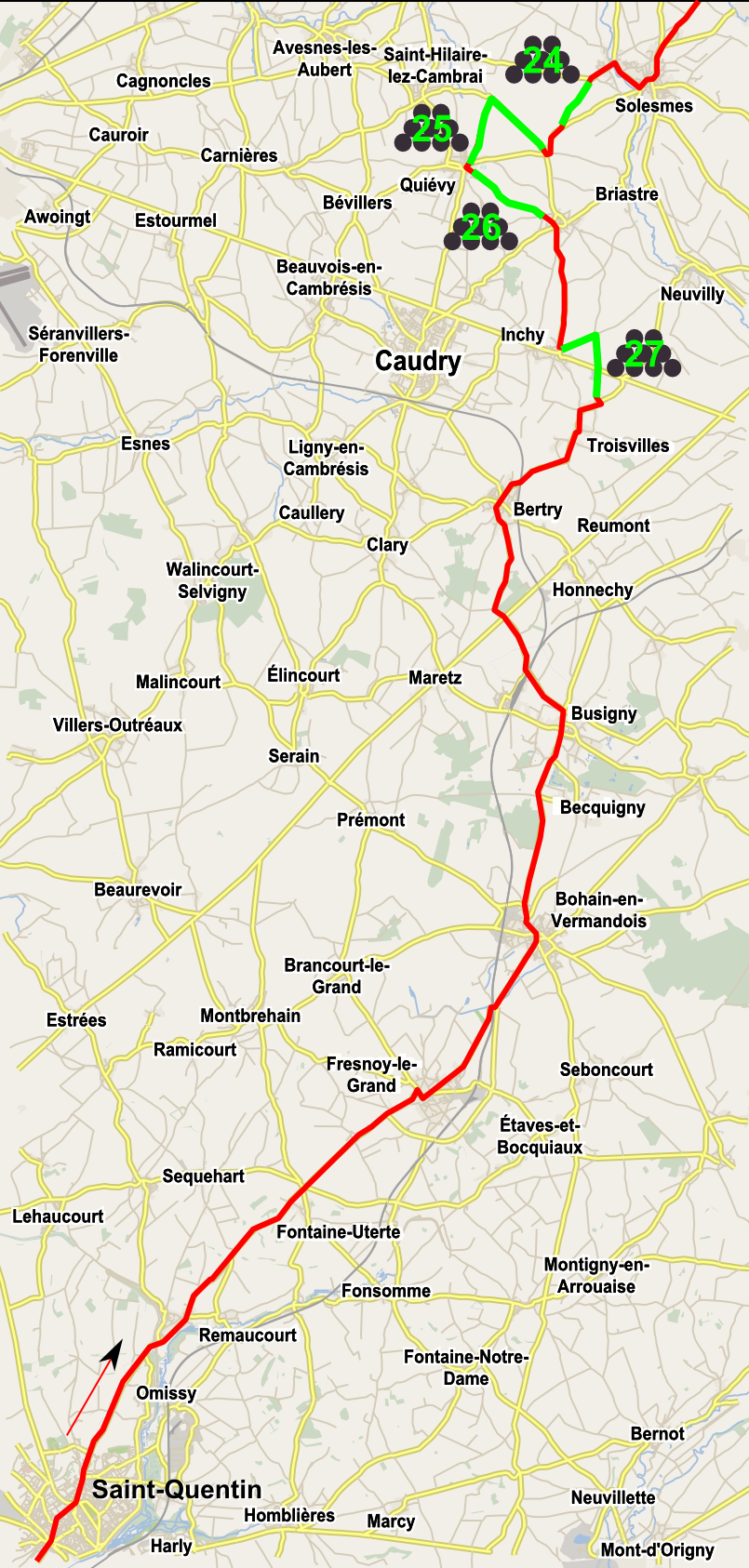
Parcours entre Saint-Quentin et Solesmes.
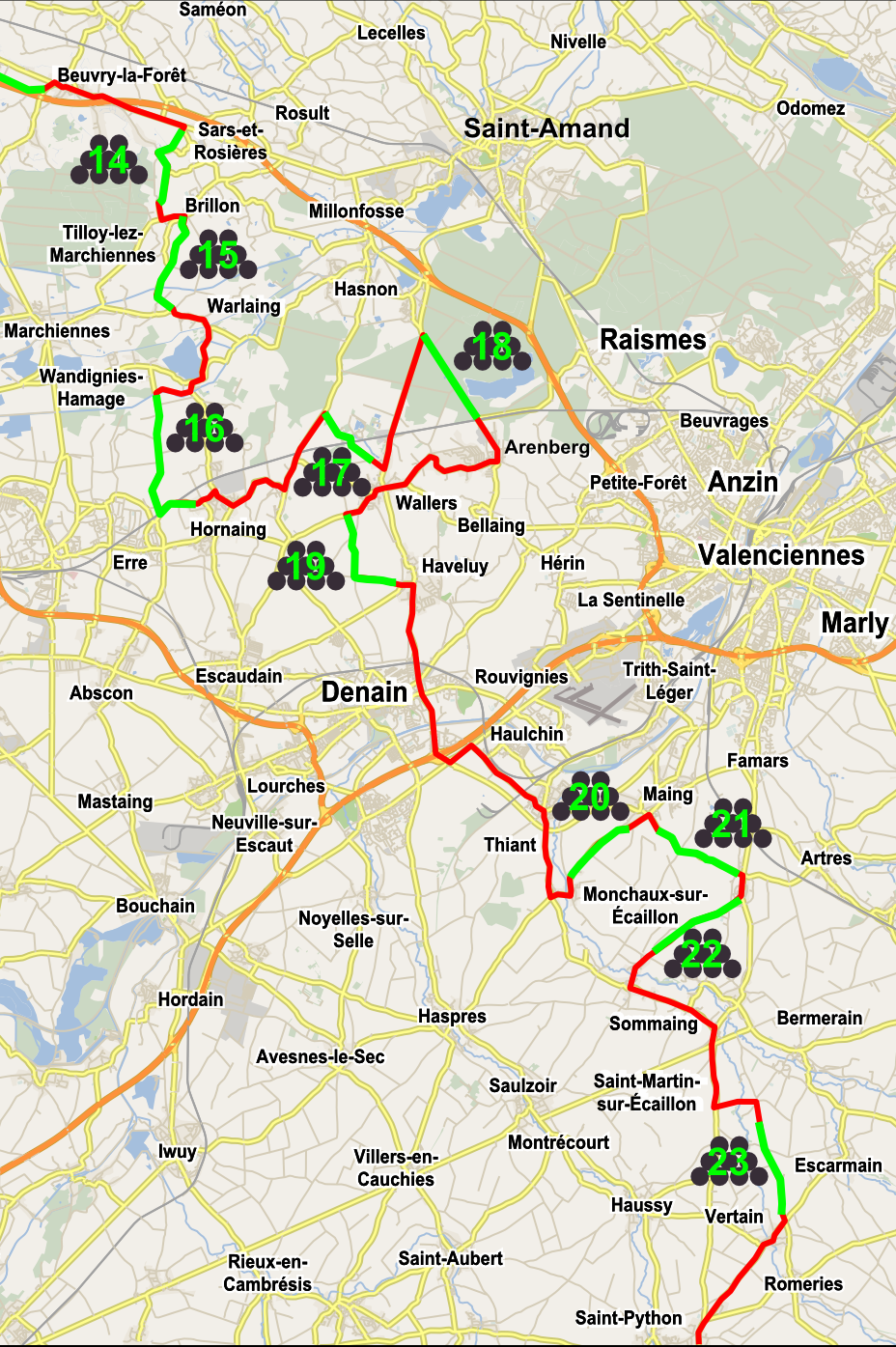
Parcours entre Solesmes et Orchies.
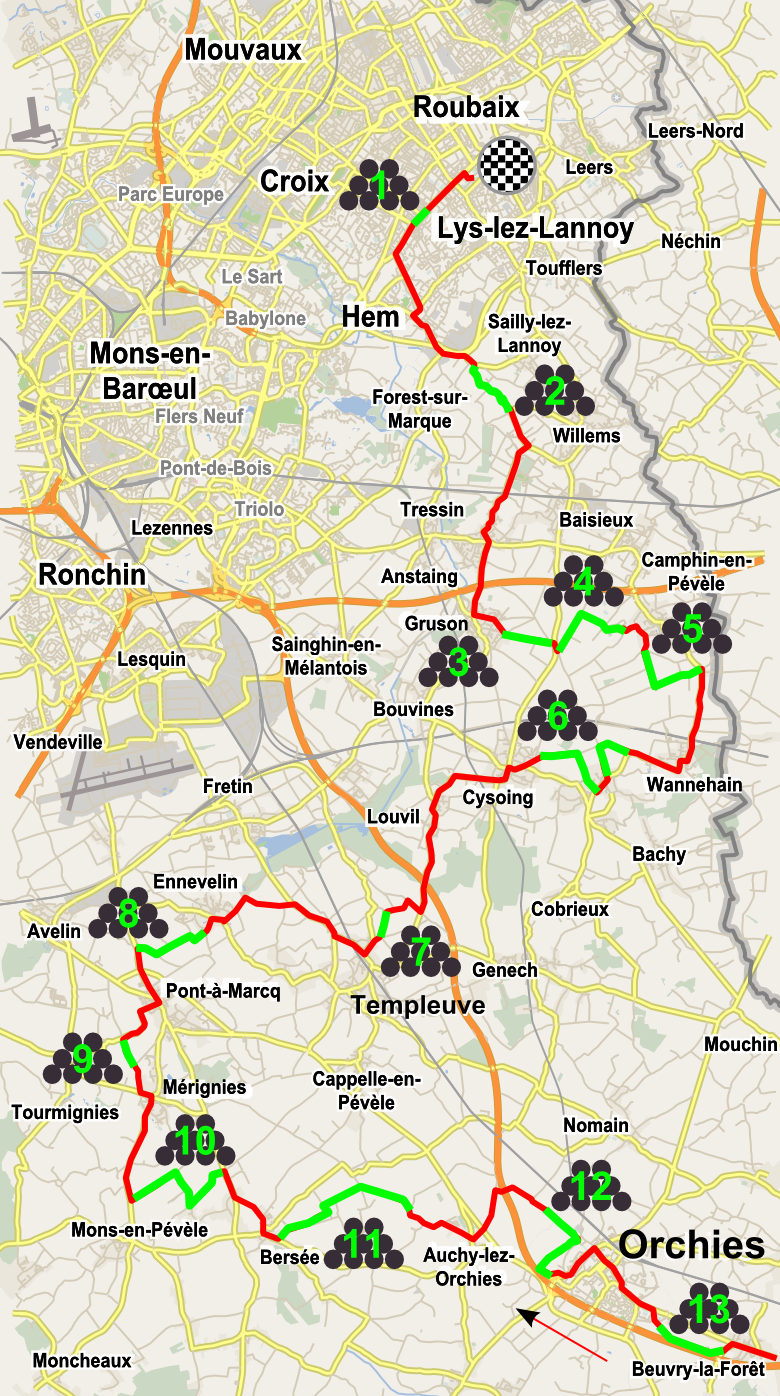
Final de la course

### Équipes
L'organisateur Amaury Sport Organisation a communiqué la liste des quatre équipes invitées le 21 février 2013. 25 équipes participent à ce Paris-Roubaix - 19 ProTeams et 6 équipes continentales professionnelles.
| Nom de l'équipe         | Pays        | Code |
| ----------------------- | ----------- | ---- |
| AG2R La Mondiale        | France      | ALM  |
| Argos-Shimano           | Pays-Bas    | ARG  |
| Astana                  | Kazakhstan  | AST  |
| Blanco                  | Pays-Bas    | BLA  |
| BMC Racing              | États-Unis  | BMC  |
| Cannondale              | Italie      | CAN  |
| Euskaltel Euskadi       | Espagne     | EUS  |
| FDJ                     | France      | FDJ  |
| Garmin-Sharp            | États-Unis  | GRS  |
| Katusha                 | Russie      | KAT  |
| Lampre-Merida           | Italie      | LAM  |
| Lotto-Belisol           | Belgique    | LTB  |
| Movistar                | Espagne     | MOV  |
| Omega Pharma-Quick Step | Belgique    | OPQ  |
| Orica-GreenEDGE         | Australie   | OGE  |
| RadioShack-Leopard      | Luxembourg  | RLT  |
| Saxo-Tinkoff            | Danemark    | TST  |
| Sky                     | Royaume-Uni | SKY  |
| Vacansoleil-DCM         | Pays-Bas    | VCD  |

| Nom de l'équipe              | Pays      | Code |
| ---------------------------- | --------- | ---- |
| Bretagne-Séché Environnement | France    | BSE  |
| Cofidis                      | France    | COF  |
| Europcar                     | France    | EUC  |
| IAM                          | Suisse    | IAM  |
| NetApp-Endura                | Allemagne | TNE  |
| Sojasun                      | France    | SOJ  |

### Favoris

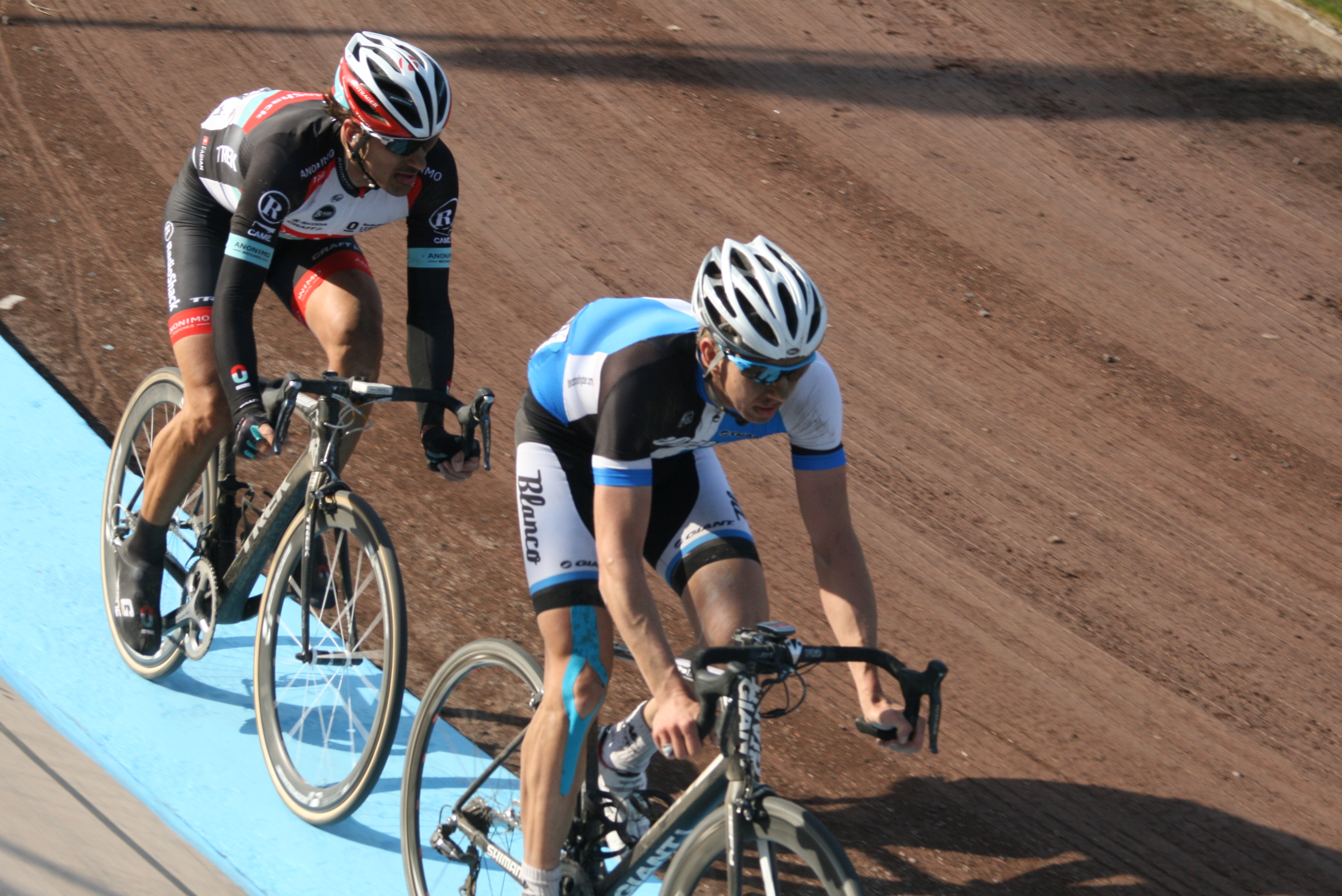
Fabian Cancellara et Sep Vanmarcke à l'arrivée au vélodrome André-Pétrieux.

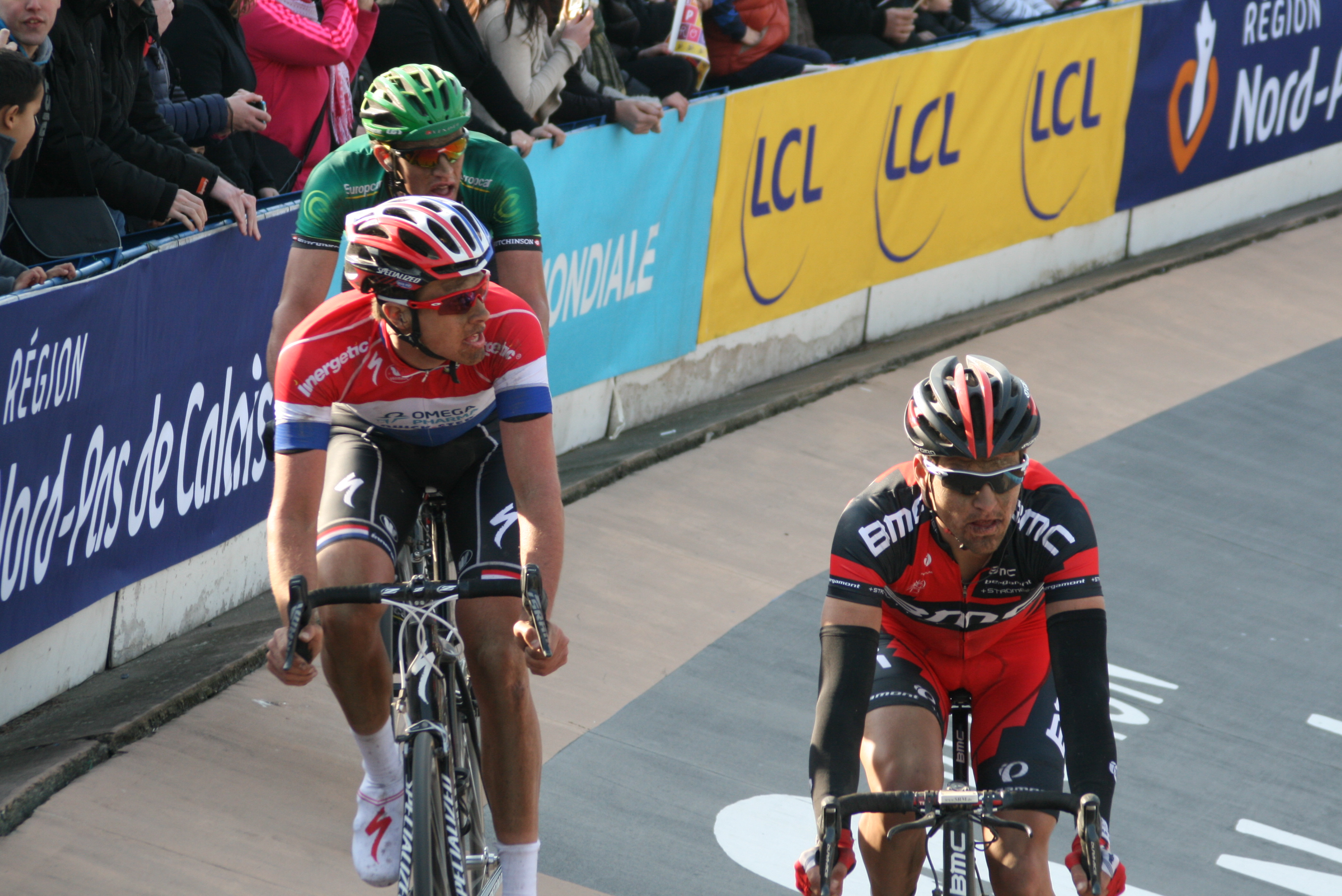
Damien Gaudin, Niki Terpstra et Greg Van Avermaet à l'arrivée

Le Belge Tom Boonen (Omega Pharma-Quick Step), tenant du titre et quatre fois vainqueur de l'épreuve, est contraint de déclarer forfait à la suite d'une côte fissurée provoquée lors d'une chute sur le Tour des Flandres. Le Slovaque Peter Sagan (Cannondale) est lui aussi absent pour mieux préparer les classiques ardennaises,. Le Suisse Fabian Cancellara (RadioShack-Leopard), récent vainqueur du Grand Prix E3 et du Tour des Flandres devant Sagan, est le grand favori de cette édition,.
Les principaux adversaires de Cancellara tenteront de l'isoler pour éviter une nouvelle démonstration du Suisse,. La première équipe concernée est la formation Omega Pharma-Quick Step même privée de Boonen mais avec des outsiders comme le Français Sylvain Chavanel,, le Néerlandais Niki Terpstra et le Tchèque Zdeněk Štybar. L'Espagnol Juan Antonio Flecha (Vacansoleil-DCM), habitué aux places d'honneur sur cette course, le Norvégien Thor Hushovd et son coéquipier double vainqueur en espoirs l'Américain Taylor Phinney (BMC Racing), le Néerlandais Lars Boom (Blanco) et le Français Matthieu Ladagnous (FDJ),, sont les autres favoris,.
Les autres outsiders sont le Norvégien Edvald Boasson Hagen et ses deux coéquipiers les Britanniques Ian Stannard et Geraint Thomas (Sky), les Français Yoann Offredo (FDJ) et Sébastien Turgot (Europcar),, les Belges Johan Vansummeren (Garmin-Sharp) vainqueur en 2011, Jürgen Roelandts (Lotto-Belisol) récent troisième sur le Tour des Flandres et Björn Leukemans (Vacansoleil-DCM), l'Allemand John Degenkolb (Argos-Shimano), les Italiens Filippo Pozzato (Lampre-Merida) et Luca Paolini (Katusha), vainqueur du dernier Circuit Het Nieuwsblad}, le coéquipier de ce dernier le Norvégien Alexander Kristoff ainsi que le Néerlandais Sebastian Langeveld (Orica-GreenEDGE).

## Récit de la course
25 équipes inscrivent 8 coureurs sauf les Kazakhs d'Astana et les Espagnols d'Euskaltel Euskadi qui n'en comptent que 7 chacun. 198 coureurs sont donc au départ de la course.
La course, disputée par temps sec, démarre avec l'habituelle échappée matinale constituée de treize coureurs sortis au kilomètre 18 à Noyon. Le groupe est composé des Belges Jens Debusschere (Lotto-Belisol), Gert Steegmans (Omega Pharma-Quick Step) et Frederik Veuchelen (Vacansoleil-DCM), du Luxembourgeois Bob Jungels (RadioShack-Leopard), de l'Allemand Björn Thurau (Europcar), du Letton Gatis Smukulis (Katusha), de l'Américain Jacob Rathe (Garmin-Sharp), du Danois Michael Mørkøv (Saxo-Tinkoff), du Lituanien Evaldas Šiškevičius (Sojasun), du Canadien Guillaume Boivin (Cannondale), de l'Espagnol Eloy Teruel (Movistar) et des Français Clément Koretzky et Benjamin Le Montagner tous les deux membres de l'équipe Bretagne-Séché Environnement. Sous l'impulsion des équipes Cofidis et NetApp-Endura, non représentées à l'avant, l'écart ne dépasse pas la minute. L'échappée se fera reprendre par le peloton au km 70 avant même les premiers secteurs pavés.
Après le troisième secteur pavé, le no 25 de Quiévy à Saint-Python, un groupe composé de quatre coureurs comprenant les Australiens Stuart O'Grady (Orica-GreenEDGE), vainqueur en 2007, et Mathew Hayman (Sky), Koretzky et Steegmans se forme. Derrière, la formation RadioShack-Leopard du Suisse Fabian Cancellara roule en tête. Les échappées possèdent environ 1 min d'avance à la sortie du secteur no 20 de Maing à Monchaux-sur-Écaillon alors que plus tôt au km 123 le Français Yoann Offredo (FDJ) abandonne après avoir percuté un îlot directionnel dans la traversée de Quérénaing. Les coureurs approchent donc de la Trouée d'Arenberg, secteur pavé no 18, sans aucun changement de situation.
Les échappées abordent la célèbre Trouée d'Arenberg avec 1 min 27 s d'avance sur le peloton puis à la sortie de celle-ci, les hommes de têtes n'ont plus que 40 s sur un groupe d'environ 80 unités. Le Suisse Michael Schär (BMC Racing) contre-attaque aussitôt en solitaire puis rattrape le duo Koretzky-O'Grady lâché par Hayman et Steegmans. Les trois hommes sont à 40 s de la tête pendant la traversée du secteur no 16 d'Hornaing à Wandignies-Hamage. Dans ce même secteur, au niveau du peloton, une chute intervient impliquant le Français Matthieu Ladagnous (FDJ), l'Italien Filippo Pozzato (Lampre-Merida), le Slovène Borut Božič (Astana) et le Britannique Geraint Thomas (Sky). Ladagnous abandonnera plus tard à la suite d'une seconde chute, tandis qu'un autre outsider, le Norvégien Thor Hushovd (BMC Racing) crève par trois fois.
Alors que la formation RadioShack-Leopard roule à 1 min 13 s derrière les échappées à 65 km de l’arrivée, Schär désormais seul, pointe à 24 s. Il revient néanmoins sur le duo de tête au moment d'aborder le secteur pavé no 12 d'Orchies alors que le Français Damien Gaudin (Europcar) s'extirpe à son tour du peloton et ne possède que 29 s de retard sur la tête. Ce dernier rattrape les trois coureurs devant lui à l'abord du secteur pavé no 11 d'Auchy-lez-Orchies à Bersée. Derrière, dans ce même secteur, Cancellara accélère avec le Français Sylvain Chavanel (Omega Pharma-Quick Step) dans sa roue. Plusieurs groupes se créent.
Après un regroupement, un groupe emmené par l'équipe Omega Pharma-Quick Step, reprend les quatre fuyards à 48 km de Roubaix, un peu avant le secteur no 10 de Mons-en-Pévèle. À la sortie de celui-ci, 13 coureurs sont en tête mais les attaques se succèdent et, tandis que Chavanel change de vélo, quatre coureurs prennent le large. On y retrouve encore Gaudin mais aussi le Néerlandais Sebastian Langeveld (Orica-GreenEDGE) et les deux Belges Sep Vanmarcke (Blanco) et Stijn Vandenbergh (Omega Pharma-Quick Step). Ils sont rejoints quelques kilomètres plus tard par quatre autres coureurs que sont le Belge Greg Van Avermaet (BMC Racing), le Tchèque Zdeněk Štybar (Omega Pharma-Quick Step), l'Espagnol Juan Antonio Flecha (Vacansoleil-DCM) et l'Italien Luca Paolini (Katusha). Cancellara est piégé dans un second groupe tout comme l'Autrichien Bernhard Eisel (Sky) et les Néerlandais Lars Boom (Blanco) et Niki Terpstra (Omega Pharma-Quick Step). Le Français Sébastien Turgot (Europcar), victime d'une crevaison plus tôt et Chavanel sont repoussés en troisième rideau de la course.
Alors que Vanmarcke et Vandenbergh partent seuls à l’avant, Cancellara revient en solitaire sur le groupe des poursuivants. Terpstra imite le Suisse quelques kilomètres plus loin tandis qu'au même moment Vanmarcke et Vandenbergh possède 47 s d'avance 27 km de l’arrivée. 2 km plus loin, Cancellara attaque dans le secteur no 6-2 de Cysoing à Bourghelles pour rattraper les deux Belges. Seul Štybar parvient à le suivre sans pour autant le relayer. Le duo de tête devient un quatuor à 20 km du but peu avant l'entrée sur le secteur no 5 de Camphin-en-Pévèle. Ces quatre coureurs abordent ensemble le secteur no 4 du Carrefour de l'Arbre. À mi-chemin de celui-ci, Vandenbergh percute un spectateur et chute. Cancellara accélère mais Vanmarcke et Štybar suivent. Puis c'est au tour de Štybar d'imiter son coéquipier quelques hectomètres plus loin en accrochant une personne ce qui le fait déchausser. Il accuse 13 s de retard à la sortie du Carrefour de l'Arbre sur Vanmarcke et Cancellara.
Le duo de tête se relaye et possède 1 min 15 s d'avance à 5 km du but sur un groupe qui a repris Štybar. Excepté une tentative d'attaque de Cancellara 1 km plus tard, les deux coureurs se disputeront donc la victoire sur le vélodrome André-Pétrieux de Roubaix. Cancellara dépasse Vanmarcke vingt mètres avant la ligne, pour remporter son troisième Paris-Roubaix après 2006 et 2010 et ajouter un deuxième doublé Tour des Flandres-Paris-Roubaix. Terpstra complète le podium en devançant au sprint Van Avermaet et Gaudin,,, un bien maigre résultat pour la formation Omega Pharma-Quick Step.

## Classement final
|    | Coureur                   | Équipe                  |    | Temps           | Points UCI |
| -- | ------------------------- | ----------------------- | -- | --------------- | ---------- |
| 1  | Fabian Cancellara (SUI)   | RadioShack-Leopard      | en | 5 h 45 min 33 s | 100        |
| 2  | Sep Vanmarcke (BEL)       | Blanco                  | +  | 0 s             | 80         |
| 3  | Niki Terpstra (NED)       | Omega Pharma-Quick Step |    | 31 s            | 70         |
| 4  | Greg Van Avermaet (BEL)   | BMC Racing              |    | 31 s            | 60         |
| 5  | Damien Gaudin (FRA)       | Europcar                |    | 31 s            | -          |
| 6  | Zdeněk Štybar (CZE)       | Omega Pharma-Quick Step |    | 39 s            | 40         |
| 7  | Sebastian Langeveld (NED) | Orica-GreenEDGE         |    | 39 s            | 30         |
| 8  | Juan Antonio Flecha (ESP) | Vacansoleil-DCM         |    | 39 s            | 20         |
| 9  | Alexander Kristoff (NOR)  | Katusha                 |    | 50 s            | 10         |
| 10 | Sébastien Turgot (FRA)    | Europcar                |    | 50 s            | -          |

## Liste des participants
- Liste de départ complète

| Légende | Légende                                                                    | Légende | Légende                                                    |
| ------- | -------------------------------------------------------------------------- | ------- | ---------------------------------------------------------- |
| Num     | Dossard de départ porté par le coureur sur ce Paris-Roubaix                | Pos     | Position à l'arrivée de la course                          |
|         | Indique un maillot de champion national ou mondial, suivi de sa spécialité | NP      | Indique un coureur qui n'a pas pris le départ de la course |
| AB      | Indique un coureur qui n'a pas terminé la course                           | HD      | Indique un coureur qui a terminé la course hors des délais |
| DSQ     | Indique un coureur qui a été disqualifié de la course                      |         |                                                            |

| Omega Pharma-Quick Step OPQ | Omega Pharma-Quick Step OPQ    | Omega Pharma-Quick Step OPQ |
| --------------------------- | ------------------------------ | --------------------------- |
| Num                         | Coureur                        | Pos                         |
| 1                           | Sylvain Chavanel (FRA)         | 19e                         |
| 2                           | Iljo Keisse (BEL)              | 38e                         |
| 3                           | Nikolas Maes (BEL)             | 74e                         |
| 4                           | Gert Steegmans (BEL)           | 55e                         |
| 5                           | Zdeněk Štybar (CZE)            | 6e                          |
| 6                           | Niki Terpstra (NED) (Route)    | 3e                          |
| 7                           | Guillaume Van Keirsbulck (BEL) | AB                          |
| 8                           | Stijn Vandenbergh (BEL)        | 20e                         |

| Europcar EUC | Europcar EUC             | Europcar EUC |
| ------------ | ------------------------ | ------------ |
| Num          | Coureur                  | Pos          |
| 11           | Sébastien Turgot (FRA)   | 10e          |
| 12           | Sébastien Chavanel (FRA) | AB           |
| 13           | Jérôme Cousin (FRA)      | AB           |
| 14           | Damien Gaudin (FRA)      | 5e           |
| 15           | Yohann Gène (FRA)        | 88e          |
| 16           | Morgan Lamoisson (FRA)   | 117e         |
| 17           | Björn Thurau (GER)       | 48e          |
| 18           | David Veilleux (CAN)     | AB           |

| RadioShack-Leopard RLT | RadioShack-Leopard RLT        | RadioShack-Leopard RLT |
| ---------------------- | ----------------------------- | ---------------------- |
| Num                    | Coureur                       | Pos                    |
| 21                     | Fabian Cancellara (SUI)       | 1er                    |
| 22                     | Stijn Devolder (BEL)          | 54e                    |
| 23                     | Markel Irizar (ESP)           | AB                     |
| 24                     | Bob Jungels (LUX)             | 84e                    |
| 25                     | Yaroslav Popovych (UKR)       | 101e                   |
| 26                     | Grégory Rast (SUI)            | 86e                    |
| 27                     | Hayden Roulston (NZL) (Route) | 53e                    |
| 28                     | Jesse Sergent (NZL)           | 80e                    |

| BMC Racing BMC | BMC Racing BMC          | BMC Racing BMC |
| -------------- | ----------------------- | -------------- |
| Num            | Coureur                 | Pos            |
| 31             | Thor Hushovd (NOR)      | 35e            |
| 32             | Marcus Burghardt (GER)  | AB             |
| 33             | Daniel Oss (ITA)        | AB             |
| 34             | Taylor Phinney (USA)    | 23e            |
| 35             | Manuel Quinziato (ITA)  | 71e            |
| 36             | Michael Schär (SUI)     | 34e            |
| 37             | Greg Van Avermaet (BEL) | 4e             |
| 38             | Danilo Wyss (SUI)       | AB             |

| Sky SKY | Sky SKY                            | Sky SKY |
| ------- | ---------------------------------- | ------- |
| Num     | Coureur                            | Pos     |
| 41      | Edvald Boasson Hagen (NOR) (Route) | 47e     |
| 42      | Bernhard Eisel (AUT)               | 12e     |
| 43      | Mathew Hayman (AUS)                | 52e     |
| 44      | Salvatore Puccio (ITA)             | AB      |
| 45      | Gabriel Rasch (NOR)                | 97e     |
| 46      | Luke Rowe (GBR)                    | 109e    |
| 47      | Ian Stannard (GBR) (Route)         | 51e     |
| 48      | Geraint Thomas (GBR)               | 79e     |

| Blanco BLA | Blanco BLA               | Blanco BLA |
| ---------- | ------------------------ | ---------- |
| Num        | Coureur                  | Pos        |
| 51         | Lars Boom (NED)          | 14e        |
| 52         | Jetse Bol (NED)          | 114e       |
| 53         | Rick Flens (NED)         | AB         |
| 54         | Maarten Tjallingii (NED) | 18e        |
| 55         | Jos van Emden (NED)      | 66e        |
| 56         | Sep Vanmarcke (BEL)      | 2e         |
| 57         | Robert Wagner (GER)      | 30e        |
| 58         | Maarten Wynants (BEL)    | 13e        |

| Katusha KAT | Katusha KAT                  | Katusha KAT |
| ----------- | ---------------------------- | ----------- |
| Num         | Coureur                      | Pos         |
| 61          | Alexander Kristoff (NOR)     | 9e          |
| 62          | Vladimir Gusev (RUS)         | 49e         |
| 63          | Marco Haller (AUT)           | AB          |
| 64          | Vladimir Isaychev (RUS)      | AB          |
| 65          | Viatcheslav Kouznetsov (RUS) | 67e         |
| 66          | Luca Paolini (ITA)           | 21e         |
| 67          | Rüdiger Selig (GER)          | 64e         |
| 68          | Gatis Smukulis (LAT)         | AB          |

| Garmin-Sharp GRS | Garmin-Sharp GRS         | Garmin-Sharp GRS |
| ---------------- | ------------------------ | ---------------- |
| Num              | Coureur                  | Pos              |
| 71               | Johan Vansummeren (BEL)  | 50e              |
| 72               | Jack Bauer (NZL)         | 70e              |
| 73               | Tyler Farrar (USA)       | 58e              |
| 74               | Andreas Klier (GER)      | AB               |
| 75               | Raymond Kreder (NED)     | AB               |
| 76               | Martijn Maaskant (NED)   | 73e              |
| 77               | Jacob Rathe (USA)        | AB               |
| 78               | Sébastien Rosseler (BEL) | AB               |

| FDJ | FDJ                      | FDJ |
| --- | ------------------------ | --- |
| Num | Coureur                  | Pos |
| 81  | Matthieu Ladagnous (FRA) | AB  |
| 82  | William Bonnet (FRA)     | 72e |
| 83  | David Boucher (FRA)      | AB  |
| 84  | Mickaël Delage (FRA)     | AB  |
| 85  | Arnaud Démare (FRA)      | 90e |
| 86  | Murilo Fischer (BRA)     | AB  |
| 87  | Johan Le Bon (FRA)       | 26e |
| 88  | Yoann Offredo (FRA)      | AB  |

| Lotto-Belisol LTB | Lotto-Belisol LTB       | Lotto-Belisol LTB |
| ----------------- | ----------------------- | ----------------- |
| Num               | Coureur                 | Pos               |
| 91                | Jürgen Roelandts (BEL)  | 43e               |
| 92                | Lars Ytting Bak (DEN)   | AB                |
| 93                | Kenny Dehaes (BEL)      | AB                |
| 94                | Jens Debusschere (BEL)  | AB                |
| 95                | André Greipel (GER)     | 68e               |
| 96                | Gregory Henderson (NZL) | AB                |
| 97                | Vicente Reynés (ESP)    | AB                |
| 98                | Marcel Sieberg (GER)    | 24e               |

| Astana AST | Astana AST                | Astana AST |
| ---------- | ------------------------- | ---------- |
| Num        | Coureur                   | Pos        |
| 101        | Borut Božič (SLO) (Route) | AB         |
| 102        | Andrea Guardini (ITA)     | 116e       |
| 103        | Jacopo Guarnieri (ITA)    | 31e        |
| 104        | Evan Huffman (USA)        | AB         |
| 105        | Arman Kamyshev (KAZ)      | 113e       |
| 106        | Dmitriy Muravyev (KAZ)    | 76e        |
| 107        | Ruslan Tleubayev (KAZ)    | AB         |
| 108        |                           |            |

| Orica-GreenEDGE OGE | Orica-GreenEDGE OGE          | Orica-GreenEDGE OGE |
| ------------------- | ---------------------------- | ------------------- |
| Num                 | Coureur                      | Pos                 |
| 111                 | Stuart O'Grady (AUS)         | 96e                 |
| 112                 | Fumiyuki Beppu (JPN)         | AB                  |
| 113                 | Baden Cooke (AUS)            | AB                  |
| 114                 | Mitchell Docker (AUS)        | AB                  |
| 115                 | Luke Durbridge (AUS) (Route) | 110e                |
| 116                 | Jens Keukeleire (BEL)        | 46e                 |
| 117                 | Sebastian Langeveld (NED)    | 7e                  |
| 118                 | Jens Mouris (NED)            | AB                  |

| Vacansoleil-DCM VCD | Vacansoleil-DCM VCD       | Vacansoleil-DCM VCD |
| ------------------- | ------------------------- | ------------------- |
| Num                 | Coureur                   | Pos                 |
| 121                 | Juan Antonio Flecha (ESP) | 8e                  |
| 122                 | Kris Boeckmans (BEL)      | 57e                 |
| 123                 | Wesley Kreder (NED)       | 91e                 |
| 124                 | Björn Leukemans (BEL)     | 16e                 |
| 125                 | Bert-Jan Lindeman (NED)   | AB                  |
| 126                 | Mirko Selvaggi (ITA)      | AB                  |
| 127                 | Boy van Poppel (NED)      | 81e                 |
| 128                 | Frederik Veuchelen (BEL)  | AB                  |

| Lampre-Merida LAM | Lampre-Merida LAM         | Lampre-Merida LAM |
| ----------------- | ------------------------- | ----------------- |
| Num               | Coureur                   | Pos               |
| 131               | Filippo Pozzato (ITA)     | 22e               |
| 132               | Elia Favilli (ITA)        | AB                |
| 133               | Massimo Graziato (ITA)    | AB                |
| 134               | Andrea Palini (ITA)       | 89e               |
| 135               | Alessandro Petacchi (ITA) | AB                |
| 136               | Maximiliano Richeze (ARG) | AB                |
| 137               | Davide Viganò (ITA)       | AB                |
| 138               | Luca Wackermann (ITA)     | AB                |

| Saxo-Tinkoff TST | Saxo-Tinkoff TST              | Saxo-Tinkoff TST |
| ---------------- | ----------------------------- | ---------------- |
| Num              | Coureur                       | Pos              |
| 141              | Matteo Tosatto (ITA)          | 87e              |
| 142              | Matti Breschel (DEN)          | 15e              |
| 143              | Jonathan Cantwell (AUS)       | 92e              |
| 144              | Jonas Aaen Jørgensen (DEN)    | 94e              |
| 145              | Christopher Juul Jensen (DEN) | 118e             |
| 146              | Marko Kump (SLO)              | 105e             |
| 147              | Anders Lund (DEN)             | 98e              |
| 148              | Michael Mørkøv (DEN)          | 103e             |

| IAM | IAM                               | IAM  |
| --- | --------------------------------- | ---- |
| Num | Coureur                           | Pos  |
| 151 | Heinrich Haussler (AUS)           | 11e  |
| 152 | Marco Bandiera (ITA)              | 39e  |
| 153 | Martin Elmiger (SUI)              | 41e  |
| 154 | Kristof Goddaert (BEL)            | AB   |
| 155 | Sébastien Hinault (FRA)           | 42e  |
| 156 | Dominic Klemme (GER)              | 106e |
| 157 | Gustav Larsson (SWE)              | AB   |
| 158 | Aleksejs Saramotins (LAT) (Route) | AB   |

| Argos-Shimano ARG | Argos-Shimano ARG     | Argos-Shimano ARG |
| ----------------- | --------------------- | ----------------- |
| Num               | Coureur               | Pos               |
| 161               | John Degenkolb (GER)  | 28e               |
| 162               | William Clarke (AUS)  | 112e              |
| 163               | Roy Curvers (NED)     | 78e               |
| 164               | Bert De Backer (BEL)  | 44e               |
| 165               | Koen de Kort (NED)    | AB                |
| 166               | Ramon Sinkeldam (NED) | 25e               |
| 167               | Tom Stamsnijder (NED) | HD                |
| 168               | Tom Veelers (NED)     | 36e               |

| AG2R La Mondiale ALM | AG2R La Mondiale ALM             | AG2R La Mondiale ALM |
| -------------------- | -------------------------------- | -------------------- |
| Num                  | Coureur                          | Pos                  |
| 171                  | Steve Chainel (FRA)              | 17e                  |
| 172                  | Davide Appollonio (ITA)          | AB                   |
| 173                  | Gediminas Bagdonas (LTU) (Route) | 102e                 |
| 174                  | Hugo Houle (CAN)                 | AB                   |
| 175                  | Yauheni Hutarovich (BLR) (Route) | 61e                  |
| 176                  | Valentin Iglinskiy (KAZ)         | AB                   |
| 177                  | Sébastien Minard (FRA)           | 45e                  |
| 178                  | Lloyd Mondory (FRA)              | 27e                  |

| Sojasun SOJ | Sojasun SOJ               | Sojasun SOJ |
| ----------- | ------------------------- | ----------- |
| Num         | Coureur                   | Pos         |
| 181         | Jimmy Engoulvent (FRA)    | AB          |
| 182         | Maxime Daniel (FRA)       | AB          |
| 183         | Christophe Laborie (FRA)  | AB          |
| 184         | Cyril Lemoine (FRA)       | 77e         |
| 185         | Rony Martias (FRA)        | AB          |
| 186         | Jean-Lou Paiani (FRA)     | AB          |
| 187         | Evaldas Šiškevičius (LTU) | AB          |
| 188         | Yannick Talabardon (FRA)  | 100e        |

| Cannondale CAN | Cannondale CAN              | Cannondale CAN |
| -------------- | --------------------------- | -------------- |
| Num            | Coureur                     | Pos            |
| 191            | Maciej Bodnar (POL)         | 56e            |
| 192            | Guillaume Boivin (CAN)      | AB             |
| 193            | Mauro Da Dalto (ITA)        | AB             |
| 194            | Lucas Sebastián Haedo (ARG) | 104e           |
| 195            | Ted King (USA)              | 111e           |
| 196            | Kristjan Koren (SLO)        | 83e            |
| 197            | Alan Marangoni (ITA)        | AB             |
| 198            | Fabio Sabatini (ITA)        | 32e            |

| Cofidis COF | Cofidis COF          | Cofidis COF |
| ----------- | -------------------- | ----------- |
| Num         | Coureur              | Pos         |
| 201         | Adrien Petit (FRA)   | 29e         |
| 202         | Florent Barle (FRA)  | 62e         |
| 203         | Egoitz García (ESP)  | AB          |
| 204         | Jan Ghyselinck (BEL) | AB          |
| 205         | Gert Jõeäär (EST)    | AB          |
| 206         | Arnaud Labbe (FRA)   | 69e         |
| 207         | Nico Sijmens (BEL)   | AB          |
| 208         | Romain Zingle (BEL)  | AB          |

| NetApp-Endura TNE | NetApp-Endura TNE          | NetApp-Endura TNE |
| ----------------- | -------------------------- | ----------------- |
| Num               | Coureur                    | Pos               |
| 211               | Roger Kluge (GER)          | 33e               |
| 212               | Jan Bárta (CZE)            | 95e               |
| 213               | Zakkari Dempster (AUS)     | 108e              |
| 214               | Russell Downing (GBR)      | 115e              |
| 215               | Markus Eichler (GER)       | AB                |
| 216               | Blaž Jarc (SLO)            | AB                |
| 217               | Andreas Schillinger (GER)  | 107e              |
| 218               | Alexander Wetterhall (SWE) | AB                |

| Movistar MOV | Movistar MOV                    | Movistar MOV |
| ------------ | ------------------------------- | ------------ |
| Num          | Coureur                         | Pos          |
| 221          | José Joaquín Rojas (ESP)        | 59e          |
| 222          | Alex Dowsett (GBR)              | AB           |
| 223          | Imanol Erviti (ESP)             | 82e          |
| 224          | José Iván Gutiérrez (ESP)       | 63e          |
| 225          | Jesús Herrada (ESP)             | AB           |
| 226          | Eloy Teruel (ESP)               | AB           |
| 227          | Francisco Ventoso (ESP) (Route) | 37e          |
| 228          | Giovanni Visconti (ITA)         | DSQ          |

| Bretagne-Séché Environnement BSE | Bretagne-Séché Environnement BSE | Bretagne-Séché Environnement BSE |
| -------------------------------- | -------------------------------- | -------------------------------- |
| Num                              | Coureur                          | Pos                              |
| 231                              | Jean-Luc Delpech (FRA)           | AB                               |
| 233                              | Benoît Jarrier (FRA)             | 85e                              |
| 234                              | Clément Koretzky (FRA)           | 75e                              |
| 235                              | Vegard Stake Laengen (NOR)       | 93e                              |
| 236                              | Gaël Malacarne (FRA)             | 40e                              |
| 237                              | Pierre-Luc Périchon (FRA)        | 65e                              |
| 238                              | Florian Vachon (FRA)             | AB                               |
| 240                              | Benjamin Le Montagner (FRA)      | AB                               |

| Euskaltel Euskadi EUS | Euskaltel Euskadi EUS       | Euskaltel Euskadi EUS |
| --------------------- | --------------------------- | --------------------- |
| Num                   | Coureur                     | Pos                   |
| 241                   | Peio Bilbao (ESP)           | AB                    |
| 242                   | Ricardo García Ambroa (ESP) | 99e                   |
| 243                   | Juan José Oroz (ESP)        | AB                    |
| 244                   | Steffen Radochla (GER)      | AB                    |
| 245                   | Adrián Sáez (ESP)           | AB                    |
| 246                   | André Schulze (GER)         | AB                    |
| 247                   |                             |                       |
| 248                   | Ioánnis Tamourídis (GRE)    | 60e                   |